# Дурбан
Дурбан (Зулу: eThekwini), с надимком Дурбс, је трећи град у Јужноафричкој Републици по броју становника након Јоханезбурга и Кејптауна и највећи туристички центар у овој земљи. Он је највећи град у покрајини Квазулу-Натал, познат је по томе што има најпрометнију луку у Африци и један је од главних туристичких центара због топле суптропске климе и плажа.
Према попису из 2007. године град је имао скоро 3,5 милиона становника, што га чини једним од највећих градова на обали Индијског океана. Површина Дурбана од 2.292 km² је релативно већа од других градова Јужноафричке Републике и разлог је нижој густини насељености од 1513 становника по km².

## Географија
Дурбан је смештен на истоку Јужноафричке Републике дуж обала Индијског океана. Град се простире дуж Залива Натал, све до планине Блаф, која је јужна граница града, она раздваја залив од океана. На север се протеже све до реке Умгени, а са предграђима и даље. Пословни и трговачки центар града лежи у равници, изнад њега на благим обронцима брда Береја, које се уздиже изнад луке и залива разбацани су станбени квартови балаца.

### Клима
Дурбан има благу варијанту Влажне суптропске климе по Кепеновој класификацији климе, са благим сувим зимама без мраза, и топлим кишним летима. Међутим, због велике висинске разлике, у неким западним предграђима је нешто хладније зими. На Дурбан просечно падне на годину око 1 009 mm киша. Просечна годишња температура је 21 °, а дневни максимум је 28 ° лети, од јануара до марта. Просечни дневни минимум је 21 °, који се зна максимално спустити до 11 ° од јуна до августа.
| Клима Дурбана (1961–1990)                   | Клима Дурбана (1961–1990) | Клима Дурбана (1961–1990) | Клима Дурбана (1961–1990) | Клима Дурбана (1961–1990) | Клима Дурбана (1961–1990) | Клима Дурбана (1961–1990) | Клима Дурбана (1961–1990) | Клима Дурбана (1961–1990) | Клима Дурбана (1961–1990) | Клима Дурбана (1961–1990) | Клима Дурбана (1961–1990) | Клима Дурбана (1961–1990) | Клима Дурбана (1961–1990) |
| Показатељ \ Месец                           | .Јан.                     | .Феб.                     | .Мар.                     | .Апр.                     | .Мај.                     | .Јун.                     | .Јул.                     | .Авг.                     | .Сеп.                     | .Окт.                     | .Нов.                     | .Дец.                     | .Год.                     |
| ------------------------------------------- | ------------------------- | ------------------------- | ------------------------- | ------------------------- | ------------------------- | ------------------------- | ------------------------- | ------------------------- | ------------------------- | ------------------------- | ------------------------- | ------------------------- | ------------------------- |
| Апсолутни максимум, °C (°F)                 | 36,2 (97,2)               | 33,9 (93)                 | 34,8 (94,6)               | 36,0 (96,8)               | 33,8 (92,8)               | 35,7 (96,3)               | 33,8 (92,8)               | 35,9 (96,6)               | 36,9 (98,4)               | 40,0 (104)                | 33,5 (92,3)               | 35,9 (96,6)               | 40,0 (104)                |
| Средњи максимум, °C (°F)                    | 32,6 (90,7)               | 31,7 (89,1)               | 32,0 (89,6)               | 30,4 (86,7)               | 30,2 (86,4)               | 28,8 (83,8)               | 28,9 (84)                 | 29,7 (85,5)               | 30,3 (86,5)               | 30,5 (86,9)               | 30,6 (87,1)               | 32,0 (89,6)               | 34,5 (94,1)               |
| Максимум, °C (°F)                           | 27,8 (82)                 | 28,0 (82,4)               | 27,7 (81,9)               | 26,1 (79)                 | 24,5 (76,1)               | 23,0 (73,4)               | 22,6 (72,7)               | 22,8 (73)                 | 23,3 (73,9)               | 24,0 (75,2)               | 25,2 (77,4)               | 26,9 (80,4)               | 25,2 (77,4)               |
| Просек, °C (°F)                             | 24,1 (75,4)               | 24,3 (75,7)               | 23,7 (74,7)               | 21,6 (70,9)               | 19,1 (66,4)               | 16,6 (61,9)               | 16,5 (61,7)               | 17,7 (63,9)               | 19,2 (66,6)               | 20,1 (68,2)               | 21,4 (70,5)               | 23,1 (73,6)               | 20,6 (69,1)               |
| Минимум, °C (°F)                            | 21,1 (70)                 | 21,1 (70)                 | 20,3 (68,5)               | 17,4 (63,3)               | 13,8 (56,8)               | 10,6 (51,1)               | 10,5 (50,9)               | 12,5 (54,5)               | 15,3 (59,5)               | 16,8 (62,2)               | 18,3 (64,9)               | 20,0 (68)                 | 16,5 (61,7)               |
| Средњи минимум, °C (°F)                     | 17,3 (63,1)               | 17,1 (62,8)               | 16,1 (61)                 | 12,1 (53,8)               | 8,7 (47,7)                | 5,9 (42,6)                | 5,8 (42,4)                | 7,3 (45,1)                | 10,0 (50)                 | 11,9 (53,4)               | 13,8 (56,8)               | 15,9 (60,6)               | 5,3 (41,5)                |
| Апсолутни минимум, °C (°F)                  | 14,0 (57,2)               | 13,3 (55,9)               | 11,6 (52,9)               | 8,6 (47,5)                | 4,9 (40,8)                | 3,5 (38,3)                | 2,6 (36,7)                | 2,6 (36,7)                | 4,5 (40,1)                | 8,3 (46,9)                | 10,3 (50,5)               | 11,8 (53,2)               | 2,6 (36,7)                |
| Количина кише, mm (in)                      | 134 (5,28)                | 113 (4,45)                | 120 (4,72)                | 73 (2,87)                 | 59 (2,32)                 | 38 (1,5)                  | 39 (1,54)                 | 62 (2,44)                 | 73 (2,87)                 | 98 (3,86)                 | 108 (4,25)                | 102 (4,02)                | 1,019 (40,12)             |
| Дани са кишом (≥ 0.1 mm)                    | 15,2                      | 12,9                      | 12,6                      | 9,2                       | 6,8                       | 4,5                       | 4,9                       | 7,1                       | 11,0                      | 15,1                      | 16,0                      | 15,0                      | 130,3                     |
| Релативна влажност, %                       | 80                        | 80                        | 80                        | 78                        | 76                        | 72                        | 72                        | 75                        | 77                        | 78                        | 79                        | 79                        | 77                        |
| Сунчани сати — месечни просек               | 184,0                     | 178,8                     | 201,6                     | 206,4                     | 223,6                     | 224,9                     | 230,4                     | 217,0                     | 173,3                     | 169,4                     | 166,1                     | 189,9                     | 2.365,4                   |
| Извор #1: World Meteorological Organization |                           |                           |                           |                           |                           |                           |                           |                           |                           |                           |                           |                           |                           |
| Извор #2: NOAA (sun, extremes and humidity) |                           |                           |                           |                           |                           |                           |                           |                           |                           |                           |                           |                           |                           |

## Историја
Прво европско насеље на том простору изграђено је 1824 кад је једна група трговаца и колониста (њих 25) из британске Колоније Рт добре наде коју је водио поручник Франсис Г. Фарвел, добила право да оснује луку коју су назвали Порт Натал. Терен за луку продао им је тадашњи краљ племена Зулу - Шака Зулу, чије је право на ту земљу било упитно. Као успомена на то време још и данас стоји Старо утврђење (данас музеј).
Дурбан је службено основан 1835. на месту Порт Натала, а назван је Дурбан, у част тадашњег гувернера колоније Рта добре наде - Бенџамина Д'Урбана. Крајем 1830-их година и почетком 1840-их Бури су се сукобили са британцима око контроле над Дурбаном. Сукоб је завршио тако да су Британци добили контролу над градом 1844. Статус насеља (округа) добио је 1854, а статус града 1935.
Развој града отпочео је од кад су Британци изградили велик број плантажа шећерне трске у околини града, како им је недостајало радника за рад, почели су да увозе велик број радника из своје крунске колоније Индије. Због тога данас Дурбан са оближњим градом Пајнтауном има више индијских становника него белаца, то је једна од највећих концентрација Индијаца у Јужној Африци. Западна предграђа Нтузума, Умлази и Ембумбулу су квартови у којима углавном живе Зулуи. Многи црнци су се преселили из Дурбана у те квартове крајем 1970-их за време политике апартхеида.

## Знаменитости
Град има неколико музеја и питорескних домородачких пијацу (црначку и индијску). Дурбан има бројне паркове, највећи и најпознатији су; Ботанички врт с кућом орхидеја, Џејмсон парк са својим вртовима ружа и Змијски парк са збирком отровних гмизаваца.
Дурбан радо посећују туристи и због лепих бројних плажа и знатно топлијег мора, него што је то на западу земље око Кејптауна. За велику већину туриста највећа атракција је новоизграђени комплекс Голден Мајл са великим тематским парком са океанским животињама - Шакин поморски свет на 16 хектара, коцкарницама и бројним плажама и оближњи национални паркови. Мини град на северном крају приобалног шеталишта пружа најбржи увид у бројне погледе на Дурбан. Ту, на површини величине фудбалског игралишта, налази се више од стотину најважнијих занимљивости овога града, упркос модела у размерама 1:25. Одмах до тога је змијски парк Фицсимонс с више од 80 од 157 врста змија подреклом из ЈАР-а. Од њиховог отрова се израђује серум и становници могу научити како безбедно да уклоне незване госте из својих домова и вртова. Само неколико минута од плаже с палмама и високих грађевина савременог града, стиже се до малих продаваоница, џамија, храмова и базара индијске пословне четврти изнад које се у ваздуху осећа мирис егзотичних зачина. Недалеко од индијске пијаце на улици Викторија налазе се три хиндуистичка храма од којих је Алајам најстарији и највећи у Африци. Два блока даље издижу се минарети џамије Џума из 19. века, повећег исламског светилишта. Кроз низ прозора улази прилично светлости у засењено унутрашње двориште где се могу молити 5 000 верника. Филигранским стиховима из Курана украшени су зидови и пажњу привлачи дивовски оријентални саг. Близина хршићанске катедрале Кристијан Емануел сведочи о културној разноликости Дурбана. Музеј Ква Мухле такође је вредан пажње. Ту овај град преиспитује своју апартхејдску прошлост и документује дурбански систем, бивше политике присиле и дискриминације.

## Партнерски градови
Дурба је партнерски град са:
- Њу Орлеанс
- Бремен[14]
- Лидс
- Еилат[15][16]
- Гуангџоу[17]
- Ле Пор[18][19]
- Оран
- Булавајо
- Теџон
- Мапуто
- Либрвил
- Маракаибо
- Александрија
- Чикаго
- Куритиба
- Рио де Жанеиро
- Нант
- Антверпен
- Јоханезбург